# Biotechnology Advances
Biotechnology Advances (abgekürzt Biotechnol. Adv.) ist eine wissenschaftliche Fachzeitschrift, die zweimonatlich im Peer-Review-Verfahren bei Elsevier erscheint. Die Zeitschrift erschien erstmals 1983 und behandelt Themen aus dem Bereich der Biotechnologie. Thematisiert werden insbesondere biotechnologische Prinzipien und Anwendungen in der Industrie, Landwirtschaft und Medizin, sowie zugehörige Aspekte des Umweltschutzes und der gesetzlichen Regelungen. Der Schwerpunkt liegt auf aktuellen Entwicklungen und zukünftigen Trends in der Biotechnologie. Der Impact Factor lag 2023 bei 12,1. Chefredakteur ist Edward A. Bayer vom Weizmann-Institut für Wissenschaften.